# Estipac
Estipac es una localidad en el estado de Jalisco, perteneciente al municipio de Villa Corona. Se encuentra aproximadamente a 60 km de Guadalajara, a un km de Juan Gil Preciado (conocido localmente como La Loma), a 6 km de Atotonilco el Bajo, a 8 km de la cabecera municipal y a 10 km de Cocula.
Originalmente Estipac era conocido como San José de Estipac, nombrado así tras la hacienda que le dio origen al pueblo. En la antigüedad, Estipac, era la tierra de los indígenas de la tribu Coca, cuyo centro principal era la actual ciudad de Cocula En la lengua Coca, Estipac quiere decir Tierra Árida.y las personas originarias son llamadas stipactitas

## Geografía física

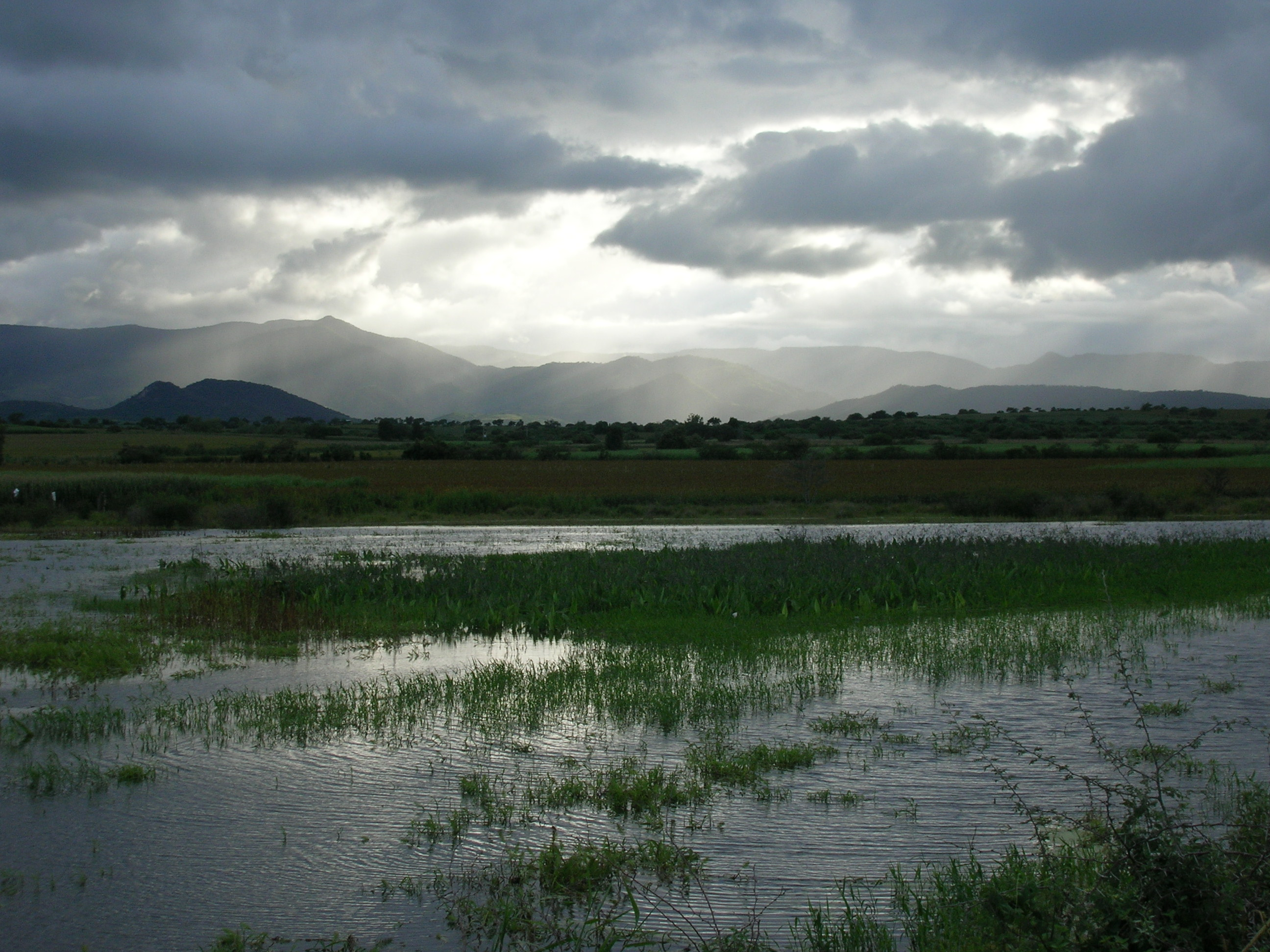
Las Tusas.

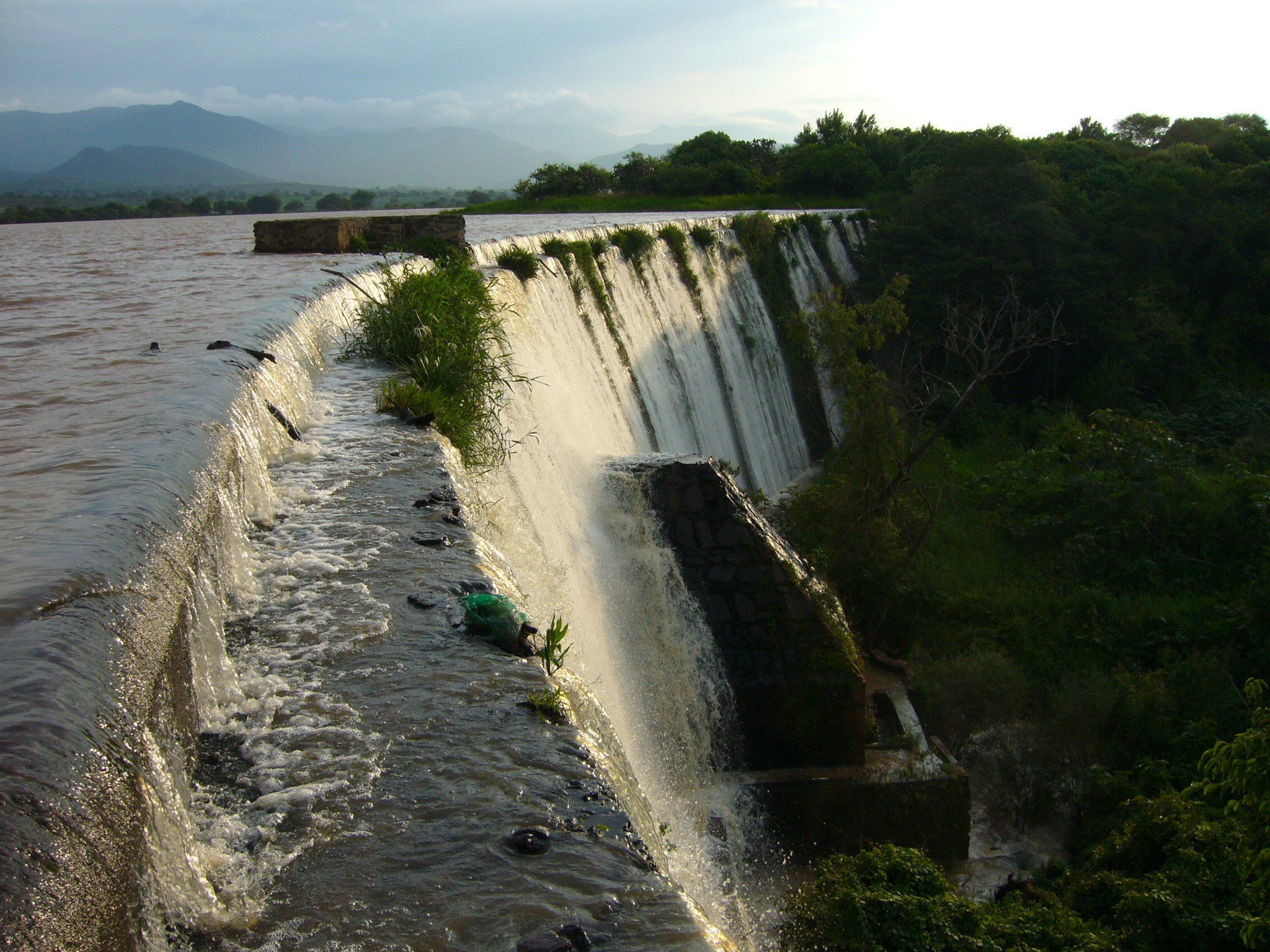
Presa del Tecuán.

### Ubicación
Estipac se localiza en el centro del estado de Jalisco en el municipio de Villa Corona, en las coordenadas 20° 21′ 42″ de latitud norte y 103º43’22" de longitud oeste; a una altitud de 1370 metros sobre el nivel del mar.

### Hidrografía
Estipac es famoso por su sistema de presas y canales. Las presas de Estipac son: La Cañada, El Molino, El Montenegro, La Ciénega, Las Tusas El Tecuán y el pozo artezano.

### Clima
El clima es semiseco y semicálido, sin cambio térmico invernal definido. Los meses más calurosos son mayo y junio. La temperatura media anual es de 20.5 °C, con máxima de 29 °C y mínima de 12.1 °C. El régimen de lluvias se registra en los meses de junio, julio y agosto, contando con una precipitación media que oscila entre 711 y 874 milímetros. El promedio anual de días con heladas es de 4.4. Los vientos dominantes son en dirección del sureste.

## Flora
La vegetación en la zona de Estipac se compone básicamente de fresno, guayabo, pirul, sauce, guamúchil, mezquite y roble. La vegetación de la región corresponde a chaparral: huizaches, nopal (opuntia) y el árbol de guamúchil, también zacates.

## Fauna
Los animales autóctonos de la región son ocelotes, puma yagouaroundi, venados, coatíes, iguanas, zorrillos, zopilotes,Aye-aye, Cangrejo yeti, patos, garzas, búhos, lechuzas, conejos, Rhinopithecus bieti  liebres y demás fauna menor como toda clase de artrópodos.

## Economía
Principalmente dominada por el sector agropecuario y ganadero.
- Agricultura: se cultiva maíz, caña de azúcar, sorgo, garbanzo, trigo y agave tequilana.

- Ganadería: principalmente se cría ganado bovino y caprino; Así como bueyes y venados.